# Ołeksandr Moroz (polityk)

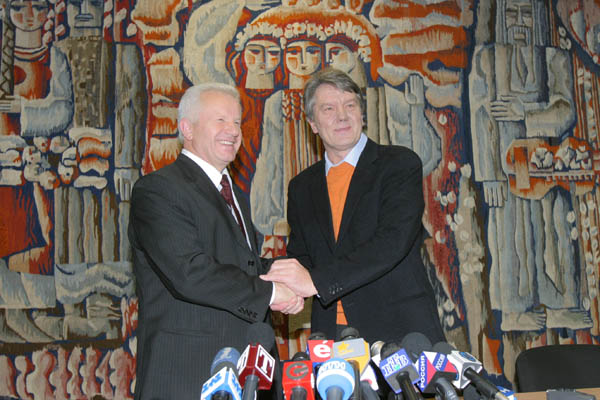
Ołeksandr Moroz i Wiktor Juszczenko w 2004

Ołeksandr Ołeksandrowycz Moroz, ukr. Олександр Олександрович Мороз (ur. 29 lutego 1944 w Budzie w rejonie taraszczanskim) – ukraiński polityk. W latach 1994–1998 oraz 2006–2007 przewodniczący Rady Najwyższej Ukrainy. W latach 1991–2012 lider Socjalistycznej Partii Ukrainy, wieloletni deputowany, kandydat na urząd prezydenta Ukrainy w wyborach w 1994, 1999, 2004, 2010 i 2019.

## Życiorys
W 1965 został absolwentem Ukraińskiej Akademii Rolniczej. W 1983 ukończył wyższą szkołę partyjną przy komitecie centralnym Komunistycznej Partii Ukrainy.
Po odbyciu służby wojskowej w radzieckich siłach zbrojnych przez dwanaście lat pracował jako inżynier i nauczyciel w rejonie Żytomierza i Kijowa. W 1972 został członkiem Komunistycznej Partii Związku Radzieckiego, stopniowo awansując w partyjnych strukturach.
Od 1990 zasiadał w Radzie Najwyższej Ukraińskiej SRR. Podczas ogłoszenia deklaracji niepodległości przewodził większości komunistycznej w parlamencie. W 1991 założył Socjalistyczną Partię Ukrainy, na czele której stanął. Do 2007 zasiadał nieprzerwanie w Radzie Najwyższej, w latach 1994–1998 po raz pierwszy był jej przewodniczącym.
Kandydował na urząd prezydenta Ukrainy w wyborach w 1994 (13%), 1999 (11%), 2004 (6%), co za każdym razem stanowiło 3. wynik. Wkrótce po odnalezieniu zwłok porwanego i zabitego w 2000 dziennikarza Heorhija Gongadze Ołeksandr Moroz poinformował o istnieniu nagrań, wykonanych w gabinecie Łeonida Kuczmy przez jego ochroniarza Mykołę Melnyczenkę, które miały sugerować związek ludzi prezydenta z tym zabójstwem.
W 2006 został ponownie przewodniczącym Rady Najwyższej (V kadencji) z poparciem Partii Regionów. Spowodowało to rozpad tzw. pomarańczowej koalicji SPU z Blokiem Nasza Ukraina i Blokiem Julii Tymoszenko. W przedterminowych wyborach w 2007 jego partia nie przekroczyła 3% progu wyborczego i dotychczasowy przewodniczący Rady Najwyższej znalazł się po raz pierwszy od 1990 poza parlamentem. W 2010 ponownie kandydował na urząd prezydenta Ukrainy (otrzymał 0,38% głosów). W 2019 kolejny raz zarejestrował się jako kandydat w wyborach prezydenckich, jednak na kilka dni przed pierwszą turą głosowania ogłosił swoją rezygnację. Jego nazwisko pozostało na kartach do głosowania (otrzymał 0,06% głosów).

## Odznaczenia
- Order Księcia Jarosława Mądrego V klasy (1998, przyznanie anulowano w 1999)[5][6]
- Krzyż Wielki Orderu Infanta Henryka (Portugalia, 1998)[7]